# ニューアーク・アスリート
『ニューアーク・アスリート』(Newark Athlete) 、別名『クラブ・スウィンガー No.1』(Club Swinger No.1)、ないし、『インディアンクラブ・スウィンガー』(Indian Club Swinger) は、ウィリアム・K・L・ディクソンが監督、プロデュースし、1891年に制作されたアメリカ合衆国の短編白黒のサイレント映画。長さ約10秒のこの映像には、インディアンクラブ（体操用棍棒）を振り回す若いアスリートの姿が記録されている。この映画は、1891年の5月ないし6月に、ニュージャージー州ウェストオレンジのエジソン研究所にあったフォトグラフィック・ビルディング (the Photographic Building) において撮影された。この映画は、トーマス・エジソンのキネトスコープで観るために制作されたものである。
2010年、『ニューアーク・アスリート』は、「文化的、歴史的、ないし、審美的に重要 (culturally, historically, or aesthetically significant)」としてアメリカ議会図書館によりアメリカ合衆国の国立フィルム登録簿に登録され、保存されることとなった。現在、本作品はこの登録簿に選ばれた最も古い映画である。